# Project Pitchfork
Project Pitchfork – niemiecki zespół muzyczny założony w 1989 roku w Hamburgu przez Petera Stillesa i Dirka Scheubera. Jeden z prekursorów gatunku dark electro.

## Historia
Historia grupy rozpoczyna się w 1989 roku, kiedy to Peter Spilles spotkał Dirka Scheubera podczas koncertu zespołu Girls Under Glass. Wobec braku pomysłu na nazwę projektu wybór padł na przypadkowo wybrane słowo ze słownika. Wkrótce potem ukazało się ich demo zatytułowane K.N.K.A. (Killing Nature Killing Animals), które rozprowadzano potem w niemieckich klubach. Ponieważ odbiór płyty był pozytywny 15 lutego 1990 roku zespół zadebiutował na scenie klubu "Kir" w Hamburgu. O sukcesie debiutu świadczy fakt, że wszystkie bilety na ten koncert zostały wyprzedane. Podczas tego występu zespół spotkał również swego przyszłego menedżera, Kaia Lotzego, któremu bardzo spodobała się ich twórczość.
W maju 1991 roku ukazuje się debiutancka płyta zespołu zatytułowana Dhyani. Muzyka zawarta na płycie jest jednym z pierwszych mariaży muzyki elektronicznej z gotykiem, a sam album jest określany jako jeden z kamieni milowych powstającego właśnie gatunku Dark Electro. Ich drugi album Lam-'Bras pojawił się w lutym 1992 roku. Na albumie tym pojawiła się nowa wokalistka Patricia Nigiani a pochodzący z niej hit Conjure grany był w praktycznie każdym niemieckim klubie. Trzeci album, Entities pojawił się zaledwie sześć miesięcy później, a pochodzący z niego utwór Souls został później przearanżowany na rozszerzoną wersję Souls / Island EP w 1993 roku.
Zespół cały czas się rozwijał, improwizował oraz wprowadzał do swojego brzmienia różne efekty - od orkiestrowych dźwięków po klawisze i tradycyjne gitary. Efektem tego w lutym 1994 roku ukazała się kolejna płyta zatytułowana IO, zawierająca single Renascence oraz Carrion, było to pierwsze wydawnictwo grupy zrealizowane całkowicie cyfrowo. Album doszedł do 56 miejsca na niemieckiej liście longplay'ów. Zespół nagrał też teledysk do utworu Glowing Like IO. Wtedy też Project Pitchfork wybrał się również w swoje pierwsze tournée po Niemczech.
W roku 1995, członkowie Project Pitchfork założyli swoje własne wydawnictwo muzyczne Candyland Entertainment, za pośrednictwem którego wydali część swego przyszłego dorobku jak i materiały innych wykonawców.
Następna EP zespołu, Corps d'Amour w odróżnieniu od dotychczasowego stylu zawierała mocno erotyczne elementy. Także w 1995 ukazał się kolejny album Alpha Omega. a trasę koncertową Project Pitchfork supportowała grupa Rammstein. Na kolejną płytę trzeba było czekać do roku 1997. Album studyjny ¡Chakra:Red! był pierwszym wydawnictwem od czasów Dhyani stworzonym przez cały zespół a nie jak dotychczas przez samego Spillesa. Wkład Jürgena Jansena w nagranie płyty spowodował, że stał się on od tego czasu stałym członkiem zespołu.
W roku 1998 wspólnie z grupą Front 242 zespół wyjeżdża na pierwsze tournée po Stanach Zjednoczonych a bezpośrednio po nim wydaje album koncepcyjny Eon:Eon, jest to pierwsza płyta zespołu wydana przez należącą do potentata rynku muzycznego Warner Music Group wytwórnię EastWest. Z tego albumu pochodzą takie single jak: Steelrose, Carnival czy I Live Your Dream. Tego samego roku zespół został nominowany do nagrody Echo Award w kategorii "Best Video National" za swoje muzyczne video do utworu Steelrose.
Kolejny, długo tym razem oczekiwany album Daimonion, ukazał się w roku 2001 wieńcząc dotychczasową karierę zespołu ogromnym sukcesem. Album dotarł na ósmą pozycję German charts, a promowała go ogromna europejska trasa koncertowa. Pochodzący z tej płyty utwór Timekiller stał się jednym z największych przebojów grupy, wielokrotnie coverowanym i do dziś pozostaje jednym z najpopularniejszych przebojów granych w klubach.
Rok później Project Pitchfork powrócił wydając trylogię NUN, przez część krytyki uznawaną za bardziej ambitną od dotychczas tworzonej muzyki. 30 września 2002 roku pojawiła się pierwsza część tego tryptyku, album Inferno, bezpośrednio potem uzupełniony przez the EPki View From A Throne oraz Trialog. Po raz kolejny zespół został nominowany do Echo Award, tym razem w kategorii "Best Alternative Act National".

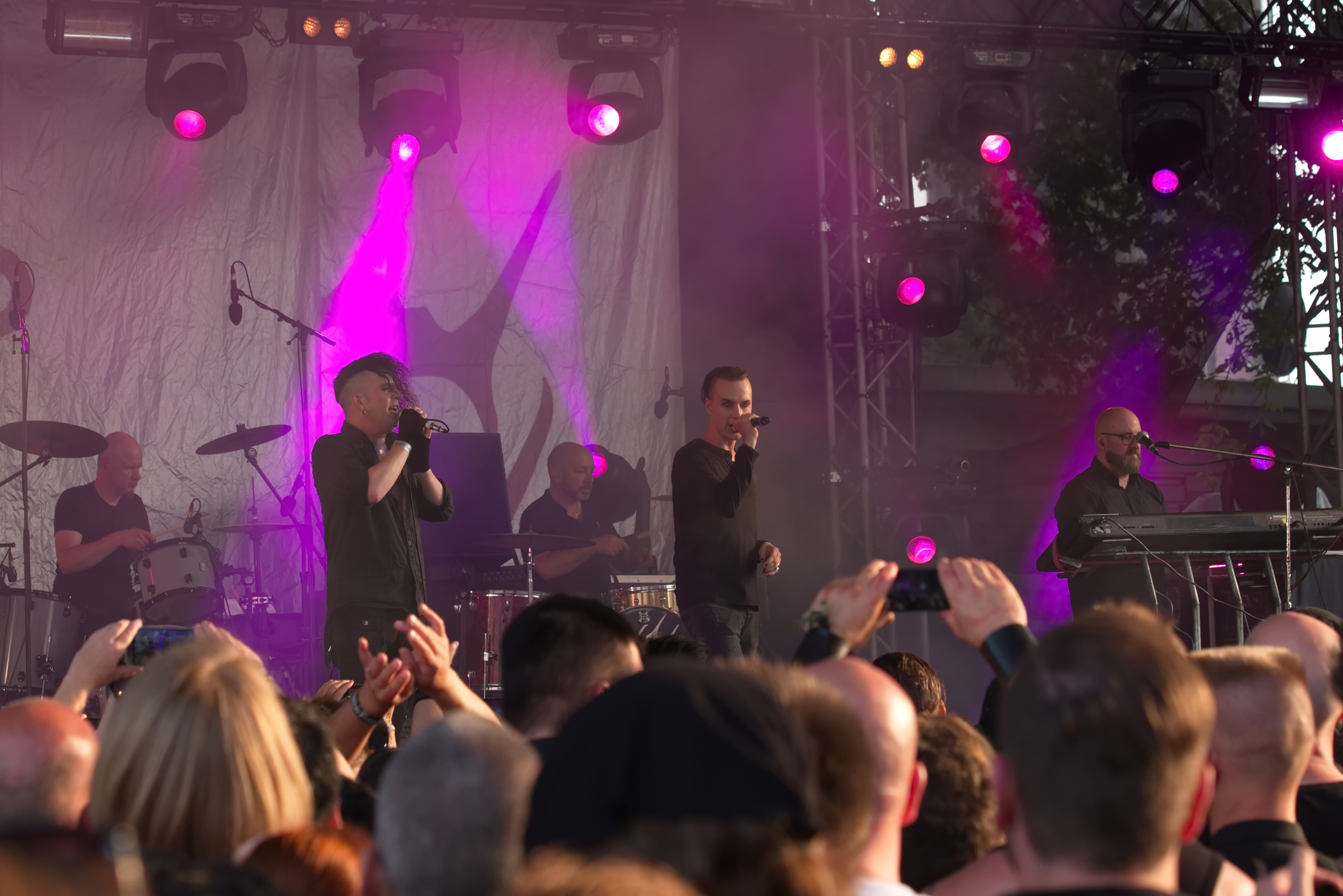
Project Pitchfork podczas Amphi Festival 2016

Na kolejny album grupy zatytułowany Kaskade trzeba było czekać kolejne trzy lata aż do roku 2005. 15 pochodzących z niej utworów było bardzo zróżnicowanych muzycznie tendencja ta utrzymała się w późniejszym okresie czasu, na wydanym w maju 2007 downloadzie Wonderland/One Million Faces, dwa utwory Sillesa są wyjątkowo długie.
23 stycznia 2009 nakładem Prussia Records ukazuje się mini CD Feel! zawierające prócz tytułowego utworu także szereg jego remiksów w aranżacjach takich zespołów jak Die Krupps, :SITD: czy Noisuf-X. Miesiac później, 27 lutego, ukazał się nowy album grupy Dream, Tiresias!, również nakładem Prussia Records. Album zebrał bardzo dobre recenzje wystawione m.in. przez znany magazyn zajmujący się muzyką elektroniczną ReGen.
W roku 2010, Project Pitchfork wydaje kolejny album, Continuum Ride. Ze względu na podobną tonację i lirykę utworów przez wielu uznawany jest za kontynuację poprzedniego LP. Bernard Van Isacker z magazynu SideLine określił album jako "perfekcyjny sukcesor Dream, Tiresias!". Do pochodzącego z niego utworu Beholder powstał również teledysk. Grupa w dalszym ciągu nie zwalniała tempa, nowy rok 2011 przyniósł wydanie kolejnego albumu Quantum Mechanics. Płyta była "powtarzającym się tematem [...] krytyki wobec nowoczesnego, skorumpowanego społeczeństwa", jak zauważył w recenzji Hemi Malkki z Reflections of Darkness. Z kolei Bernard Van Isacker zwracał uwagę, że "Quantum Mechanics może być najbardziej intymnym albumem z ostatnich kilku lat". Do pochodzącego z niego utworu Lament powstał również teledysk.

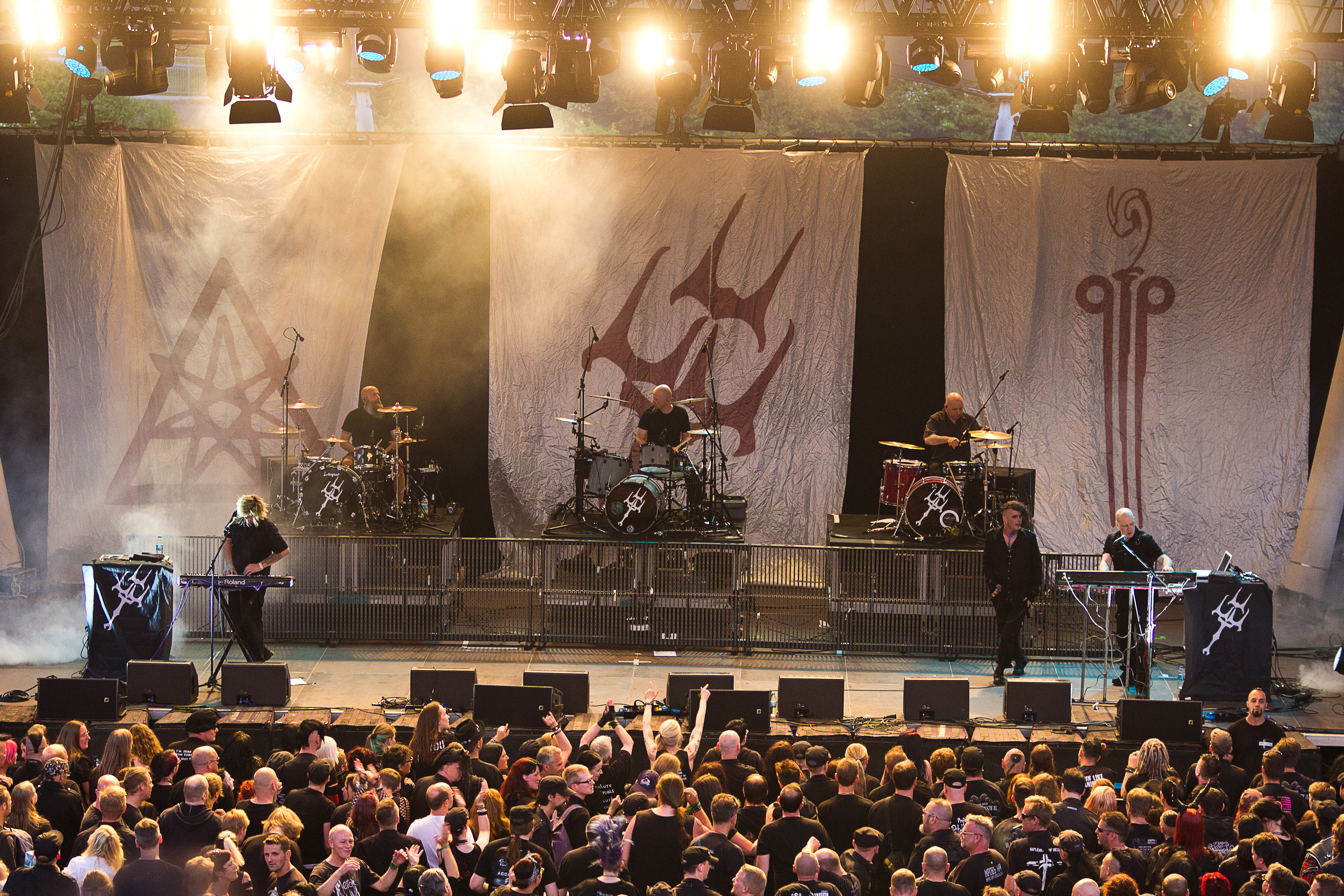
Project Pitchfork podczas Blackfield Festival 2015

Również w 2011 ukazał się dwupłytowy album First Anthology będący retrospekcją dotychczasowych osiągnięć. Zespół wybrał 31 utworów z dotychczasowego portfolio datującego się od 1991 roku i całkowicie je zremasterował. Kompilację otwierał całkowicie nowy utwór Burning.
W roku 2012 zespół nie wydał żadnego nowego albumu, po części było to spowodowane dużym zaangażowaniem Spillesa w swój poboczny projekt o nazwie Santa Hates You, który w tym czasie nagrywał swój debiutancki album zatytułowany It's Alive!. Następny album sygnowany przez Project Pitchfork zatytułowany Black ukazał się więc dopiero w styczniu 2013 roku. Wydanie albumu poprzedził teledysk do utworu Rain. Bernard Van Isacker z Side Line wystawił albumowi rewelacyjną recenzję mówiąc, że muzyka z tego albumu daje zespołowi ugruntowane miejsce w historii muzyki elektronicznej a sam album jest "ilustracją żywej legendy muzyki elektronicznej". Z kolei Zander Buel z magazynu "Coma Music" stwierdził: "po dwóch dekadach i 14 albumach Project Pitchfork nadal brzmi dojrzale z entuzjazmem i pragnieniem udowodnienia czegoś światu".
19 września 2014 zespół wydał kolejny album, zatytułowany Blood. Wydawnictwo ukazało się prócz standardowego CD również w specjalnej, limitowanej, dwupłytowej edycji dostępnej wyłącznie jako pre-order. Płytę promował teledysk do utworu Blood-Diamond (See him running) osobiście zmontowany przez Spillesa.
Ostatni jak dotąd, szesnasty studyjny album zespołu wydany nakładem Trisol Look Up, I'm Down There ukazał się w roku 2016.
Występy sceniczne grupy obejmowały jak dotąd wiele krajów. Wymienić tu można takie miejsca jak Kanada, Brazylia, Argentyna, Stany Zjednoczone, Norwegia, Szwecja, Anglia, Belgia, Holandia, Hiszpania, Włochy, Grecja, Francja, Łotwa, Rosja, Austria czy Szwajcaria. Project Pitchfork występował na wszystkich większych festiwalach mrocznej muzyki alternatywnej, takich jak Amphi Festival, Wave Gotik Treffen, Blackfield Festival czy Zita Rock Festival. Zespół gościł też kilkakrotnie w Polsce. W roku 2004 oraz 2011 występował w charakterze headlinera podczas festiwalu Castle Party w Bolkowie.

## Styl muzyczny
Muzyka zespołu ewoluowała w trakcie istnienia grupy pomiędzy energetycznymi brzmieniami klubowymi a darkwave, zawsze jednak pozostając w klimacie dark electro.
W 2002 roku francuski reżyser Jérôme de Missolz do tego stopnia zainspirował się muzyką, występami i filozofią zespołu, że zatrudnił grupę w swoim filmie „Zone Reptile”. Oprócz specjalnie nakręconej 12-minutowej sceny koncertu muzyka Project Pitchfork obejmuje cały film, a teksty zawartych tam utworów były wykorzystywane do podkreślenia emocji przeżywanych przez głównego bohatera i miały swój wkład w opowiadanie przedstawionej w filmie historii.

## Skład

### Obecny
- Peter Spilles – kompozytor, teksty, wokal (1989-...)
- Dirk Scheuber – instrumenty klawiszowe (1989-...)
- Jürgen Jansen – instrumenty klawiszowe (1998-...)
- Achim Färber – instrumenty perkusyjne (1999-...)

### Poprzedni członkowie
- Patricia Nigiani – wokal wspierający (1993–1994)
- Markus Giltjes – instrumenty perkusyjne (1995)
- Yenz Schrader – perkusja, gitara (1998)
- Carsten Klatte – gitara (1999-2011)

## Dyskografia

### Albumy studyjne
- Dhyani (1991)
- Lam-'Bras (1992)
- Entities (1992)
- Souls/Island (1993)
- IO (1994)
- Alpha Omega (1995)
- ¡Chakra:Red! (1997)
- Eon:Eon (1998)
- Daimonion (2001)
- Inferno (2002)
- Kaskade (2005)
- Dream, Tiresias! (2009)
- Continuum Ride (2010) (DE: #21)
- Quantum Mechanics (2011) (DE: #12)
- Black (2013)
- Blood (2014)
- Look Up, I'm Down There (2016)

### EPki
- Precious New World (1991)
- Psychic Torture (1991)
- Little IO (1994)
- CH'I (1995)
- Corps D'Amour (1995)
- Trialog (2002)
- View From a Throne (2002)
- Wonderland/One Million Faces (2007)

### Albumy live
- Live '97 (1997)[35]
- Live 2003/2001 (2003)

### Single
- Carrion (1993)
- Renascence (1994)
- En Garde! (1996)
- Carnival (1998)
- Steelrose (1998)
- I Live Your Dream (1999)
- Existence (2001)
- Timekiller (2001)
- Awakening (2002)
- Schall Und Rauch/The Future Is Now (2005)
- Earth Song (feat. Sara Noxx)(2008)
- Feel! (2009)
- Beholder (2010)
- Lament (2011)
- Rain (2013)

### Albumy kompilacyjne
- The Early Years (89–93) (1996)
- Collector: Lost and Found (2001)
- NUN Trilogy (2002)
- Collector: Fireworks & Colorchange (2003)
- First Anthology (2011)
- Second Anthology (2016)

### Video/DVD
- Va I Luce (1992)
- Entities Tour (1993)
- Glowing Like Io – Live Performance (1994)
- Alpha Omega – Live (1995)
- Live '99 (1999)
- Collector – Adapted for the Screen (2002)
- Live 2003 (2004)

### Inne
- 1996 - Pictorial (Bildband)
- 2005 - Russian Existence - A Tribute To Project Pitchfork (CD)